# Zupčana željeznica
Zupčana željeznica vrsta je željeznica koja može voziti uz strme nagibe, uz pomoć nazubljene tračnice koja se obično nalazi između voznih tračnica. Naziva se još i željeznica sa zupčastom tračnicom, zupčasta željeznica ili željeznica sa zupčanikom.
Vlakovi su opremljeni s jednim ili više zupčanika koji se spajaju s ovom tračnicom. To im omogućuje uspon na nagibe strmije od 10 %, što je maksimum za klasične vlakove koji voze na standardnim tračnicama na osnovi trenja. Većina zupčanih željeznica planinske su željeznice, iako su neke tranzitne željeznice ili tramvaji izgrađeni za svladavanje strmog nagiba u urbanom okruženju.

## Vanjske poveznice
|  | Zajednički poslužitelj ima još gradiva o temi Zupčana željeznica |

- Winchester, Clarence, ur. 1936. Rack rail locomotives. Railway Wonders of the World